# Conferencia de Génova

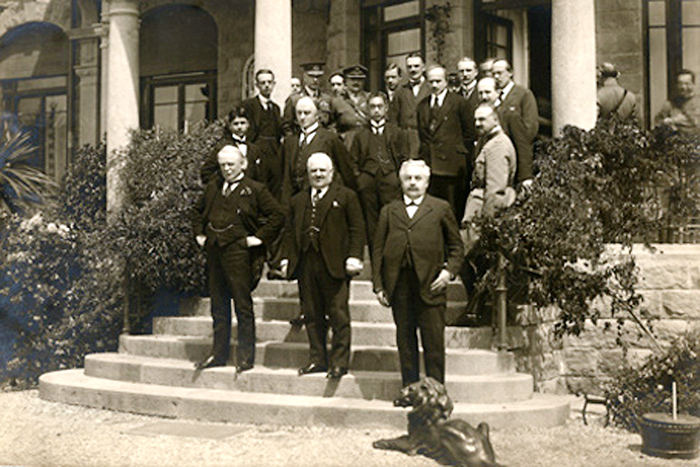
Imagen de los participantes en la Conferencia de Génova en 1922. El primer ministro británico Lloyd George se encuentra en la primera fila, en el lado izquierdo.

La Conferencia de Génova fue la Segunda Conferencia Monetaria Internacional convocada por la Sociedad de Naciones que tuvo lugar en la ciudad italiana de Génova del 10 de abril al 19 de mayo de 1922. Se reunieron allí 34 países en búsqueda de acuerdos para la reconstrucción del comercio y el sistema financiero internacional, tras la Primera Guerra Mundial. La propuesta que se derivó de la conferencia fue la instauración del denominado patrón cambio oro.

## Contexto y objetivos
Después de la Primera Guerra Mundial el sistema monetario internacional había quedado totalmente desarticulado. Los países luchaban por retornar al patrón oro, pero había que resolver el tema de las paridades entre las monedas y los déficit fiscales que complicaban el retorno al sistema monetario vigente antes de la guerra.
El sistema del “patrón oro” había funcionado con eficacia durante medio siglo, prácticamente hasta el comienzo de la Primera Guerra Mundial en 1914, había logrado mantener los precios estables a pesar de la gran expansión de la producción, y había asegurado el equilibrio de los compromisos exteriores; de ahí la estabilidad monetaria de los países que lo habían adoptado. Al finalizar la guerra, los países estaban convencidos de que el régimen del patrón oro era indispensable para el equilibrio de la economía, por lo que decidieron restablecerlo inmediatamente, a pesar de las dificultades que este restablecimiento pudiera producirles.
En abril y mayo de 1922 se reunió en Génova un grupo de expertos en temas monetarios que puso fin al mecanismo de ajuste del patrón oro que operaba antes de la Primera Guerra Mundial, y dio nacimiento a un nuevo sistema monetario internacional: el patrón cambio oro. El paso del patrón oro al patrón cambio oro hacía más "elástica" la oferta monetaria de los países, puesto que autorizaba a los bancos centrales a mantener reservas no solamente en oro sino en monedas convertibles a oro, y también los autorizaba a intervenir en el mercado para "moderar" las grandes fluctuaciones del precio del metal.

## Contenido
El plan resultante de la Conferencia de Génova establecía la convertibilidad al oro, la creación de bancos centrales independientes, la disciplina de la política fiscal, la asistencia financiera a los países en determinadas situaciones y la cooperación de los bancos centrales en la administración del sistema financiero internacional, todas estas medidas se materializaron en las siguientes resoluciones:
« El próximo paso será determinar y dar el valor en oro de las unidades monetarias. Este paso puede darse en cada país solamente cuando las circunstancias económicas lo permitan, ya que el país tendrá que decidir entonces el problema de si adopta la vieja paridad o una nueva que se aproxime al valor de cambio de la unidad monetaria en ese momento.
Estos pasos pueden por sí mismos ser suficientes para establecer un patrón oro, pero el éxito de su mantenimiento será materialmente promovido, no solamente por la colaboración propuesta de los bancos centrales, sino además por una convención internacional a ser adoptada en el momento propicio. El propósito de la convención será centralizar y coordinar la demanda de oro, y de esta manera evitar las grandes fluctuaciones en el poder adquisitivo del oro, que de otro modo podrían resultar de los esfuerzos competitivos simultáneos de un cierto número de países para asegurarse reservas metálicas. La convención debe crear alguna forma de economizar el uso de oro mediante el mantenimiento de reservas en la forma de balances internacionales, como, por ejemplo, el patrón cambio oro, o un sistema de compensaciones internacionales.
- Los gobiernos de los países participantes declaran que la restauración del patrón oro es su último objetivo, y están de acuerdo en llevar adelante, tan rápido como puedan, el siguiente programa:
  - Para tener, un control de su propia moneda cada gobierno debe enfrentar sus gastos anuales sin recurrir a la creación de medios fiduciarios o créditos para ese propósito
  - El próximo paso será, tan rápido como las circunstancias económicas lo permitan, determinar y dar el valor en oro de la unidad monetaria. Este no tiene que ser necesariamente la paridad oro anterior.
  - El valor del oro así fijado debe hacerse efectivo en un mercado cambiario libre.
  - El mantenimiento del valor oro del circulante debe asegurarse mediante la provisión de una adecuada reserva de activos acordados, que no tienen por qué ser necesariamente oro.
- Cuando el progreso lo permita, algunos de los países participantes establecerán un mercado libre del oro y se convertirán en centros de oro.
- Un país participante, además de las reservas en oro de que disponga dentro, puede mantener en otros países participantes reservas de activos acordados en la forma de saldos bancarios, billetes, títulos de corto plazo u otros recursos líquidos adecuados.
- La práctica usual de un país participante será comprar y vender divisas en otros países participantes dentro de una fracción prescripta de paridad, a cambio de su propia moneda.
- La Convención estará así basada en un patrón cambio oro. La condición para continuar siendo miembro será el mantenimiento de la moneda nacional en su valor prescripto. Una falla en este respecto habilitará la suspensión del derecho de mantener saldos de reservas en otros países participantes.
- Cada país será responsable por las medidas legislativas y de otro tipo necesarias para mantener el valor internacional de su moneda a la par, y será totalmente libre de diseñar y aplicar los medios, sea a través de la regulación del crédito por parte de los bancos centrales o por otro camino.
- El crédito será regulado, no solamente con el objetivo de mantener la moneda a la par respecto de otras, sino también con el objetivo de evitar fluctuaciones excesivas en el precio del oro. No se contempla, sin embargo, que la discreción de los bancos centrales esté encadenada por ninguna regla definitiva diseñada para este propósito, sino que sus colaboraciones hayan estado aseguradas fuera de la competencia de los países participantes.»[3]

Con estas resoluciones, el Pacto de Génova sugería, en definitiva, la adopción de un sistema monetario que permitiera a los gobiernos regular la cantidad de dinero con el fin de mantener "estable" el poder adquisitivo del dinero, evitando "grandes" fluctuaciones en el precio del oro; el nuevo sistema monetario también permitiría a los gobiernos regular las tasas de interés a través de operaciones de mercado abierto, ya que los bancos centrales podrían emitir billetes no solamente contra oro, sino además contra divisas convertibles a oro y contra títulos públicos y privados

## Críticas
Acerca de los efectos monetarios de la guerra, John Maynard Keynes era escéptico sobre las posibilidades de restablecer el patrón oro con las condiciones prebélicas y consideraba que su restauración no proporcionaría una cabal estabilidad de los precios internos, y solamente podría darse la estabilidad en los cambios externos si los demás países también lo restablecían.
En 1923, Keynes hacía hincapié que en el mundo de la primera posguerra donde predominaban del papel moneda y el crédito, no había otra salida que el dinero regulado por las autoridades monetarias, y apuntaba a una visión que en el siglo XX se volvería dominante e iría en contra de la ortodoxia del XIX.
Sin embargo, la mayoría de los economistas de reputación internacional saludaron favorablemente la adopción del nuevo sistema monetario. En la profesión empezó a predominar la idea de que la meta de toda política monetaria debería ser la estabilidad en el "nivel" de precios.

## El Patrón de Cambio Oro
De 1924 a 1928 una gran cantidad de países retornó al Patrón Oro, pero, tal y como se acordara en la Conferencia de Génova de 1922, la convertibilidad no sería total, así que el sistema operaría como un Patrón Cambios Oro, ya que el preciado metal solo se utilizaría para las liquidaciones internacionales y para regular el cambio. Se desmonetizaba el oro en su uso como monedas nacionales; las transacciones físicas se efectuaban con lingotes.
La vuelta del Reino Unido al sistema de anclaje al oro ocurrió en abril de 1925, con una paridad similar a la existente antes de la guerra. Una condición fundamental para su retorno era la deflación de los precios con respecto a los de Estados Unidos, lo que originó un desempleo considerable. No obstante, Londres comprendía que mientras más demorara su entrada, más probable sería que las reservas de los países recientemente incorporados irían a ser depositadas en Nueva York.
En 1929 cuarenta y seis naciones eran parte del sistema. China permanecía en el Patrón Plata, mientras que la Unión Soviética, Turquía, Portugal y España mantenían tipos de cambio flotantes. Sin embargo, el Patrón Cambios Oro apenas duró seis años: En septiembre de 1931 el Reino Unido suspendió la convertibilidad de las libras esterlinas en oro. Cerca de treinta países abandonaron el Patrón Oro entre 1929 y 1933. A partir de diciembre de 1931 Estados Unidos enfrentó importantes salidas de oro en defensa de su precio, que iban dirigidas fundamentalmente a Francia, y en abril de 1933 decidió abandonar este sistema cambiario, como parte de un paquete de medidas dirigidas a aumentar los precios domésticos.